# Valur Reykjavík
El Valur és un club de futbol islandès de la ciutat de Reykjavík.

## Història
El club va ser fundat l'11 de maig de 1911, com una secció del KFUM, la versió islandesa del YMCA. El mateix any canvià el seu nom a Valur, que és una paraula islandesa que designa un tipus de falcó. El 1939 comprà l'estadi de Hlíðarendi, el seu actual estadi.

## Seccions
A partir de 1940 el Valur s'involucrà en la pràctica d'altres esports com l'handbol, primer campió del país, o l'esquí. El 1970 es creà el Körfuknattleiksfélag Reykjavíkur (Reykjavík Basquetbol Club, KFR), unit al Valur esdevenint el seu equip de bàsquet.

## Palmarès

### Secció de futbol
- Lliga islandesa de futbol 20: 1930, 1933, 1935, 1936, 1937, 1938, 1940, 1942, 1943, 1944, 1945, 1956, 1966, 1967, 1976, 1978, 1980, 1985, 1987, 2007.
- Copa islandesa de futbol 9: 1965, 1974, 1976, 1977, 1988, 1990, 1991, 1992, 2005.
- Supercopa islandesa de futbol 2: 2005, 2008
- Copa de la lliga islandesa de futbol 1: 2008

### Secció d'handbol
- Liga islandesa d'handbol 21: 1940, 1941, 1942, 1944, 1947, 1948, 1951, 1955, 1973, 1977, 1978, 1979, 1988, 1989, 1991, 1993, 1994, 1995, 1996, 1998, 2007.
- Copa islandesa d'handbol 5: 1974, 1988, 1990, 1993, 1998.

### Secció de basquetbol
- Liga islandesa de bàsquet 2: 1980, 1983.
- Copa islandesa de bàsquet 3: 1980, 1981, 1983

## Jugadors destacats
- Albert Guðmundsson
- Arnór Guðjohnsen
- Eiður Smári Guðjohnsen
- Guðni Bergsson
- Sigurbjörn Örn Hreiðarsson
- Ármann Smári Björnsson
- Barry Smith
- Jim Bett
- Ari Freyr Skúlason
- Ívar Ingimarsson
- Ólafur Stefánsson
- Snorri Steinn Guðjónsson
- Pétur Karl Guðmundsson
- Jóhannes Eðvaldsson